# Saint-Martin-aux-Champs
Saint-Martin-aux-Champs település Franciaországban, Marne megyében. Lakosainak száma 106 fő (2022. január 1.). Saint-Martin-aux-Champs Ablancourt, La Chaussée-sur-Marne, Cheppes-la-Prairie és Songy községekkel határos.

## Népesség
A település népessége az elmúlt években az alábbi módon változott:
| Lakosok száma | 104  | 98   | 93   | 91   | 92   | 97   | 104  | 114  | 115  | 106  |
|               | 1968 | 1982 | 1990 | 2006 | 2013 | 2015 | 2017 | 2019 | 2020 | 2022 |